# Furcodontichthys novaesi
Furcodontichthys novaesi – gatunek słodkowodnej ryby sumokształtnej z rodziny zbrojnikowatych (Loricariidae), jedyny przedstawiciel rodzaju Furcodontichthys. Wyróżnia się rozgałęzionymi wąsikami w kącikach ust oraz rzadką wśród zbrojników metodą opieki nad ikrą.

## Występowanie
Dorzecze Solimões (górna część Amazonki) oraz jezioro Tefé w Brazylii. Występuje na piaszczystym dnie.

## Cechy charakterystyczne
W budowie zewnętrznej wyraźnie widoczne są, niespotykane u innych Loricariinae, wąsiki położone w kącikach otworu gębowego. Te wąsiki przyjmują   rozgałęzione kształty podobne do wąsików zbrojników z rodzaju Pseudohemiodon. Podobnie jak blisko spokrewnione z tym gatunkiem ryby z rodzajów Hemiodontichthys, Loricariichthys, Pseudoloricaria i Limatulichthys, ma znacznie rozrośnięte obydwie wargi, co sugeruje, że dojrzałe samce w okresie rozrodczym utrzymują na nich ikrę. Jaja układane są w pakiety i utrzymywane przez samca w fałdzie utworzonym przez wargę. Dorosłe osobniki H. acipenserinus osiągają ok. 10 cm długości standardowej (SL).